# 틸 아이 멧 유
《틸 아이 멧 유》(영어: Till I Met You)는 2016년 방영된 필리핀의 드라마이다.